# Leningrad (Lied)
Leningrad ist ein Lied des US-amerikanischen Singer-Songwriters Billy Joel. Joel komponierte und textete den Song; produziert wurde die Aufnahme von Mick Jones. Erschienen ist der Song auf seinem elften Studioalbum Storm Front und wurde von Columbia Records als Single ausgekoppelt.

## Aspekte
Billy Joel schrieb Leningrad, nachdem er einen russischen Clown namens Victor Razinov kennengelernt hatte, den er 1987 auf seiner Tournee in der Sowjetunion traf. Das Lied vergleicht wichtige Zeitabschnitte aus Joels und Razinows Leben, um die kulturellen Unterschiede und Ähnlichkeiten zwischen den Vereinigten Staaten und der Sowjetunion aufzuzeigen.
In dem Lied beschreibt Joel Razinovs Leben als eines der vielen sowjetischen Kinder, die ihren Vater während der Belagerung von Leningrad im Zweiten Weltkrieg verloren haben. Er selbst wurde Soldat in der Roten Armee, trank viel Wodka, um seinen Schmerz zu lindern und wurde schließlich zum Zirkusclown, um russische Kinder glücklich zu machen.
Joel beschrieb sein eigenes Leben in dem Lied unter anderem mit I was born in '49. A cold war kid in the McCarthy times. Er beschrieb, wie er in Levittown lebte und seine damalige Angst vor der Kuba-Krise. Er bezieht sich im Liedtext auch auf die Kriege in Korea und Vietnam.
Am Ende des Liedes beschreibt Joel, wie er Razinov traf, nachdem er Russland durchquert hatte, um alle sechs Konzerte Joels in seiner Heimat zu besuchen. Razinov brachte Joels damals einjährige Tochter Alexa zum Lachen. In der letzten Zeile singt Joel bezugnehmend We never knew what friends we had. Until we came to Leningrad. 2015 besuchte Razinov nach Jahren wieder ein Konzert von Joel im Madison Square Garden.
Im Musikvideo spielt Joel das Lied auf seinem Klavier, während zwischendurch abwechselnd Bilder aus der Sowjetunion und den USA zu sehen sind. Joel und Razinov sind am Ende des Clips zusammen zu sehen.

## Inhalt
Der Liedtext zu Leningrad ist in englischer Sprache verfasst. Das Tempo beträgt 139 Schläge pro Minute. Die Tonart ist D-Dur.
| „Victor was sent to some red army town Served out his time, became a circus clown The greatest happiness, he'd ever found Was making Russian children glad And children lived in Leningrad.“ – 3. Strophe Originalauszug | „Victor wurde in eine Rote-Armee-Stadt geschickt Diente seine Zeit ab, wurde Zirkusclown Das größte Glück das er jemals fand War, russische Kinder zu erfreuen. Und Kinder lebten in Leningrad“ – 3. Strophe, Übersetzung |

## Mitwirkende
- Gesang – Billy Joel
- Songwriting – Billy Joel
- Produktion – Mick Jones

## Titelliste der Single
Maxi-Single
1. Leningrad – 4:03
2. The Times They Are a-Changin’ [Live] – 2:12
3. Uptown Girl (Live) – 2:58
4. Back in the U.S.S.R. [Live] – 2:36

## Charts und Chartplatzierungen
| ChartsChartplatzierungen     | Höchstplatzierung | Wochen |
| ---------------------------- | ----------------- | ------ |
| Deutschland (GfK)            | 14 (22 Wo.)       | 22     |
| Vereinigtes Königreich (OCC) | 53 (5 Wo.)        | 5      |